# 89 Rádio Pop
89 Rádio Pop (também conhecida como Rádio Pop ou Pop FM) é uma emissora de rádio brasileira sediada em João Pessoa, capital do estado da Paraíba. Opera no dial FM, na frequência 89,3 MHz. Fundada em 8 de agosto de 2016, a emissora foi lançada junto com um projeto de rede de rádios all news intitulado Rede Paraibana de Notícias, que tinha previsão de cobrir todo o estado.

## História
Em agosto de 2016, foi anunciado que uma nova emissora de rádio iria ser lançada em João Pessoa. A Rede Paraibana de Notícias (RPN) foi anunciada como uma rede de rádios com formato all news e tinha previsão de cobertura para todo o Estado da Paraíba, através de emissoras localizadas em Campina Grande, Soledade, Areia, Triunfo e Sousa. A primeira emissora anunciada foi a de João Pessoa, a cabeça de rede da rede, tendo entre os jornalistas Ruy Dantas, Alessandra Torres — idealizadores do projeto, oriundos do Sistema Correio de Comunicação —, Antônio Malvino e Lenilson Guedes, nomes escolhidos após pesquisas. A emissora estreou oficialmente em 8 de agosto de 2016, às 6h da manhã. Uma solenidade de inauguração foi realizada às 19h, no Teatro Pedra do Reino, localizado no Centro de Convenções.
Lançada como "a primeira rádio de notícias all news 100% paraibana", a emissora encontrou resistências em seu lançamento. O jornalista Walter Santos relata que houve ausência dos donos de grandes veículos de comunicação da Paraíba, bem como os das emissoras de rádio, na solenidade: "Esta é a realidade de mercado que, com lamentos ou não, se traduz na realidade". O radialista Fabiano Gomes, do Sistema Correio de Comunicação, criticou a campanha de publicidade da RPN espalhada nas ruas de João Pessoa, que anunciava também a volta de Ruy Dantas ao rádio, considerado um concorrente. Gomes afirmou que Dantas "falta com a humildade" e afirma que o jornalista não vai atuar com imparcialidade na nova emissora. Em resposta, a assessoria da RPN disse que que a campanha publicitária "prega um dos valores do grupo que é o equilíbrio e que em nenhum momento quis desrespeitar veículos ou profissionais da área de comunicação".
Com as eleições municipais de 2016, a RPN fechou parcerias com rádios da Paraíba para sua cobertura. Entraram na parceria as rádios Sanhauá (João Pessoa), Cariri (Campina Grande), PB FM (Areia), Caruá FM (Soledade) e Progresso (Sousa). As emissoras continuaram com a parceria após as eleições, passando a retransmitir jornalísticos da emissora em suas programações. Em medição de audiência divulgado pelo Ibope em dezembro de 2016, a RPN apareceu como a terceira rádio do segmento de notícias mais ouvida de João Pessoa. Em janeiro de 2017, a RPN mudou seu foco de programação e passou a inserir músicas populares na programação, passando a mesclar os dois estilos, jornalismo durante a semana, musical nos fins de semana.
No final de fevereiro de 2017, a RPN encerra sua produção própria e passa a assumir grade musical popular. Em março de 2017, é divulgado pela mídia local que a emissora irá ser reformulada e passará a se chamar 89 Rádio Pop. Para o novo projeto, foi contratado o radialista e programador musical André Santos, que anteriormente trabalhou na Plus FM, uma rede de rádio do Estado do Ceará. O radialista será responsável pela nova identidade da emissora, que terá foco popular, mantendo os horários de 12h às 14h e 18h às 19h na programação para produções jornalísticas. A nova emissora foi lançada em 21 de março de 2017, às 8h da manhã.
A reformulação fez a emissora disparar em audiência, passando a aparecer na décima colocação entre as rádios FM com maior audiência em João Pessoa, de acordo com medição do Ibope divulgado em outubro de 2017. O crescimento mais significativo ocorreu aos finais de semana, onde a 89 Rádio Pop apareceu com 8.511 ouvintes por minuto.